# Raymond Keene
Raymond Dennis Keene (29 de enero de 1948) es un gran maestro de ajedrez inglés, árbitro internacional de la FIDE , organizador de ajedrez, periodista y autor. Ganó el Campeonato Británico de Ajedrez en 1971, y fue el primer jugador de Inglaterra en obtener una norma de Gran Maestro, en 1974. En 1976 se convirtió en el segundo inglés (después de Tony Miles) en recibir el título de Gran Maestro, y fue el segundo ajedrecista británico en vencer al actual campeón mundial de ajedrez (tras la victoria de Jonathan Penrose sobre Mikhail Tal en 1961). Representó a Inglaterra en ocho Olimpíadas de ajedrez.
Keene se retiró del juego competitivo en 1986 a la edad de treinta y ocho años, y ahora es más conocido como organizador, columnista y autor de ajedrez. Participó en la organización de los Campeonatos del Mundo de Ajedrez de 1986, 1993 y 2000; y las Olimpíadas de Deportes Mentales de 1997, 1998 y 1999; todos celebrados en Londres. Fue corresponsal de ajedrez de The Times desde 1985 hasta noviembre de 2019, y es un autor prolífico, habiendo escrito más de 100 libros sobre ajedrez. Fue nombrado Oficial de la Orden del Imperio Británico (OBE) por sus servicios al ajedrez en 1985.
Keene es una figura controvertida en el mundo del ajedrez. Ha sido acusado de plagio, y sus negocios y la calidad de sus libros, columnas y artículos de ajedrez también han sido criticados.

## Carrera ajedrecística
Keene ganó los Campeonatos Sub-18 de Londres y Gran Bretaña (compartido con Brian Denman) en 1964, y representó a Inglaterra en los Campeonatos del Mundo Juveniles de Ajedrez de 1965 y 1967, celebrados en Barcelona y Jerusalén respectivamente. En este último evento se llevó la medalla de plata, terminando detrás de Julio Kaplan. Fue educado en Dulwich College y Trinity College, Cambridge (donde estudió idiomas modernos y se graduó con una MA). Keene escribió su primer libro de ajedrez mientras estudiaba en Cambridge y ganó el Campeonato Británico de Ajedrez en Blackpool, en 1971. Como resultado, recibió el título de Maestro Internacional en 1972, el primer jugador inglés en lograrlo desde Jonathan Penrose en 1961. En 1974, Keene se casó con Annette, la hermana del Maestro Internacional David S. Goodman. Tienen un hijo, Alexander, nacido en 1991.
Keene fue el segundo jugador británico en cumplir con los requisitos necesarios para convertirse en Gran Maestro. Tony Miles, el primer Gran Maestro británico en 1976, lo adelantó por unos meses. Tanto él como Miles ganaron premios económicos por esta hazaña.
Miles y Keene estuvieron a la vanguardia de la explosión del ajedrez inglés de los siguientes 20 años, y fueron seguidos por otros grandes maestros británicos como Michael Stean, John Nunn, Jonathan Speelman y Jonathan Mestel.
Keene representó a Inglaterra durante casi dos décadas en eventos de equipos internacionales, comenzando con la Olimpiada de Ajedrez de 1966 en La Habana a los 18 años. Siguió con las siguientes siete Olimpiadas consecutivas: Lugano 1968, Siegen 1970, Skopje 1972, Niza 1974, Haifa 1976, Buenos Aires 1978 y La Valletta 1980. Sus actuaciones individuales en Lugano y Haifa merecieron medallas de bronce (aunque, de hecho, las medallas individuales no fueron otorgadas en Haifa) y estuvo invicto en tres Olimpiadas: estas dos y Siegen. Sin embargo, sus actuaciones posteriores fueron menos impresionantes, con solo dos empates en cuatro juegos en Buenos Aires y derrotas en sus dos juegos en La Valletta.
Representó a Inglaterra cuatro veces en la Olimpiada de Estudiantes (Örebro 1966, Harrachov 1967, Ybbs 1968 y Dresden 1969) y cuatro veces en los Campeonatos de Europa por Equipos (Bath 1973, Moscú 1977, Skara 1980 y Plovdiv 1983). En Skara ganó una medalla de bronce con el equipo y la medalla de oro individual por la mejor puntuación en su tablero.
Keene ganó el campeonato británico de 1971 y compartió el segundo lugar en tres ocasiones, en 1968, 1970 y 1972. Sus victorias en torneos incluyen Hastings Challengers 1966 , Slater Challenge Southend 1968, Johannesburg 1973, Woolacombe 1973, Capablanca Memorial (grupo Maestros) 1974, Alicante 1977, Sídney 1979, Dortmund 1980, Barcelona 1980, Lloyds Bank Masters 1981, Adelaide 1983 y La Valletta 1985.

### Estilo de juego
El estilo de juego de Keene tendía hacia lo estratégicamente original y posicional. Fuertemente influenciado por Aron Nimzowitsch y Richard Réti, prefirió en consecuencia aperturas hipermodernas como la Defensa Moderna, la Defensa Nimzoindia y la Defensa India de Rey.

## Trabajo relacionado con el ajedrez

### Organizador
Keene trabajó como organizadora de eventos de ajedrez. Fue el creador y organizador de los torneos anuales de ajedrez en memoria de Staunton, uno de los pocos eventos regulares para maestros celebrados en Londres. The Oxford Companion comenta: "Mediante una combinación de habilidad y astucia, Keene ha atraído un patrocinio considerable y ha demostrado ser capaz de organizar eventos de ajedrez de manera eficiente y rápida".
Keene reunió a Victor Korchnoi y Garry Kasparov para la semifinal de Candidatos de 1983 en Londres como parte del ciclo del Campeonato Mundial de 1984; el encuentro de semifinales entre Vasily Smyslov y Zoltán Ribli también se jugó en el mismo lugar. Organizó el encuentro entre la URSS y el resto del mundo de 1984 en Londres en dos semanas, lo que permitió que el evento se llevara a cabo a tiempo después de que los planes anteriores habían fracasado, descrito por John Nunn como "un magnífico logro organizativo en tan poco tiempo."
Keene también ha participado en la organización de varios encuentros por el Campeonato del Mundo. Organizó la primera mitad del encuentro de vuelta del Campeonato Mundial de Ajedrez de 1986 entre Kasparov y Karpov en Londres. El encuentro, sin embargo, resultó en una derrota para la Federación Británica de Ajedrez (BCF) y, por razones nunca aclaradas, renunció a su puesto en la BCF poco después. Organizó el encuentro por el Campeonato Mundial de la PCA de 1993 entre Kasparov y Nigel Short en Londres, del que fue uno de los comentaristas oficiales junto con los grandes maestros Jonathan Speelman y Daniel King. Fue la fuerza instrumental detrás de 'Brain Games', que organizó el encuentro por el Campeonato del Mundo en 2000 entre Kasparov y Vladimir Kramnik. Después del encuentro, sin embargo, retuvo el trofeo en lugar del dinero que creía que se le debía por el colapso de Brain Games: Kramnik no lo recibió hasta 2008. Brain Games más tarde colapsó en circunstancias controvertidas.

### Columnista
Keene se convirtió en columnista de ajedrez de The Spectator en marzo de 1977. Su columna terminó en septiembre de 2019, cuando fue reemplazado por Luke McShane. Tras el retiro de Harry Golombek, Keene fue nombrado corresponsal de ajedrez de The Times en 1985. En noviembre de 2019 fue reemplazado por David Howell. En diciembre de 1996 se convirtió en columnista de ajedrez del Sunday Times. En agosto de 2017 fue reemplazado por David Howell.

### Personalidad de televisión
Keene ha aparecido en televisión. Cubrió los campeonatos mundiales de 1981, 1985, 1986, 1990, 1993 y 1995 para BBC 2, CHANNEL 4 y Thames TV. En la serie "Duels of the Mind" que se emitió en la red ITV del Reino Unido, Keene, junto con el autor sudafricano y activista por los derechos civiles Donald Woods, discutieron y analizaron lo que Keene consideraba las doce mejores partidas de ajedrez jamás jugadas.

### Editor de revistas
De 1978 a 1982, Keene fue el editor de Modern Chess Theory , una revista sobre inauguraciones que incluía contribuciones de los campeones mundiales soviéticos Mikhail Botvinnik, Vasily Smyslov y Mikhail Tal.

### Autor
Keene afirma ser "el autor de 140 libros sobre ajedrez". Fue asesor de ajedrez de Batsford. Sus primeros libros, como Howard Staunton (1975, con RN Coles) a menudo trataban de jugadores con estilos similares al suyo. Aron Nimzowitsch: a Reappraisal (1974) es muy admirado y fue revisado y traducido al ruso en 1986, con una edición algebraica publicada en inglés en 1999. En 1989, él y Nathan Divinsky escribieron Warriors of The Mind, un intento de determinar los 64 mejores ajedrecistas de todos los tiempos. Los métodos estadísticos utilizados no han tenido una amplia aprobación, pero un libro consideró que las biografías de los jugadores y los juegos proporcionaban una buena descripción general pero también suscitaron críticas por su inexactitud. Gran parte del trabajo posterior de Keene ha atraído críticas por su descuido, plagio y el hábito de copiar pasajes, incluidos los errores, de un libro a otro.

## Controversias

### Acusaciones de plagio
Keene ha sido acusado en varias ocasiones de plagio. En 1993, John Donaldson acusó a Keene de cometer plagio en The Complete Book of Gambits (Batsford, 1992). Donaldson escribió "¿Cuán flagrante fue el plagio? Prácticamente cada palabra y variante en las cuatro páginas y media dedicadas al Gambito Lisitsin en el libro de Keene fue robada". Después de que Keene se negó a pagarle a Donaldson los 200 dólares solicitados por el uso de su material, el editor estadounidense de Keene, Henry Holt and Company terminó pagando a Donaldson 3000 dólares.
En 2008, Keene fue acusado de plagiar una columna de Edward Winter por un artículo publicado en The Spectator y posteriormente en el sitio web Chessville y en la página 129 de su libro The Official Biography of Tony Buzan. Más de un tercio del artículo fue tomado directamente de la columna de Winter.
En 2013, Winter reflexionó sobre el plagio en el ajedrez: "un rincón particularmente sórdido del mundo del ajedrez que nunca será erradicado sin la máxima exposición pública". Continuó: "El último caso es el descubrimiento por Justin Horton de que el material del primer volumen de la serie My Great Predecessors de Kasparov ha sido malversado por Raymond Keene en The Spectator".
Private Eye describe el plagio como que involucra "cantidades sustanciales de texto extraído de libros de ajedrez, principalmente de Kasparov, pero también de otros autores". Un caso involucra las notas de Keene a un juego entre Garry Kasparov y Anatoly Karpov, que anotó para The Times el 8 de diciembre de 2011 y The Spectator el 5 de enero de 2013.
Estos supuestos plagios, que Edward Winter llama "llamativos" se catalogan en "un conveniente 'índice de plagio' que se mantiene actualizado".

### Tony Miles
En 1985, Keene recibió 1.178 libras esterlinas de la BCF por ser el segundo de Tony Miles en el Interzonal de Túnez; sin embargo, en realidad no había sido el segundo de Miles, pero aceptó el dinero y lo compartió con Miles. Miles había aceptado inicialmente este plan, pero finalmente se lo contó a la BCF en 1987. Dos meses después, Keene renunció a sus puestos como director de publicidad de la BCF y delegado de la FIDE. Keene dijo que su renuncia fue por diferentes motivos, y que estaba "furioso" por el trato que recibió luego de organizar numerosos eventos entre 1983 y 1987.

### Brain Games Network
En 2000, el ex cuñado de Keene, David Levy, lo acusó de engañar a los directores de su empresa Mind Sports Olympiad Ltd (MSO) mediante la creación de una empresa rival, Brain Games Network plc (BGN), sin su conocimiento y utilizando 50.000 libras esterlinas del dinero de MSO Ltd para hacerlo. Levy alegó además que Keene cambió su historia varias veces en cuanto al propósito del pago y las razones por las que se había creado la nueva empresa. Se quejó de que las acciones de la nueva empresa estaban en manos de Keene y un asociado (Don Morris), pero no de la empresa para la que se suponía que debían trabajar, ni de ninguno de sus directores más que ellos mismos. Levy escribió:

Como era de esperar, nuestros inversores originales estaban igualmente asombrados por la noticia y extremadamente enojados con Keene. Ya habían invertido £ 1,5 millones (aproximadamente $ 2,25 millones en ese momento) en parte o en gran parte sobre la base de su fe en Keene y en mí. Ahora se habían enterado de que uno de sus dos consultores clave, el que tenía habilidades para recaudar dinero, había estado trabajando para establecer una empresa rival.

Sin embargo, no se probó nada contra Keene (quien rápidamente pagó una suma idéntica, es decir, £ 50,000 a MSO, dando la explicación posterior de que esto constituía un préstamo personal de él mismo) y su nueva compañía pasó a organizar el encuentro por el campeonato mundial más tarde. mismo año. (Fue en este momento que Private Eye comenzó a referirse a él como "The Penguin", un apodo que había adquirido por primera vez en 1966.)
Levy criticó además a Keene por vender tres de sus propias empresas a BGN por 220.000 libras esterlinas a pesar de que eran "prácticamente inútiles". Las tres empresas tenían entre ellas "un capital total y reservas de sólo 2.300 libras esterlinas". Casi al mismo tiempo, según Levy, BGN compró un sitio web y dos nombres de dominio de Chess and Bridge Limited. Sin embargo, realizaron la compra en dos etapas. La primera de estas etapas fue su venta a Giloberg Finance Limited, propiedad del asociado de Keene, Alan Lubin: la segunda fue la venta inmediata de los mismos artículos, por Giloberg, a BGN. La primera venta fue de aproximadamente £ 60,000 (de hecho $ 100,000) y la segunda fue de £ 290,000, por lo que Giloberg "obtuvo una ganancia instantánea de aproximadamente £ 230,000".
BGN colapsó en circunstancias controvertidas. Los accionistas estaban descontentos de que se hubieran pagado sumas de al menos 675.000 libras esterlinas a los directores en "honorarios y pagos", a pesar de que la empresa se declaró insolvente rápidamente. Los inversores también estaban descontentos de que Keene y Lubin hubieran adquirido el 88% de la empresa "por una canción" a pesar de que el 12% restante se había vendido por alrededor de £ 3 millones.
Durante el transcurso del Campeonato Mundial de Braingames 2000, Keene fue acusado de comportamiento torpe al sacar al periodista John Henderson de la sala de prensa con la ayuda de gorilas.

### Korchnoi
Viktor Korchnoi alegó que cuando actuaba como su segundo en el encuentro por el Campeonato Mundial de 1978, Keene rompió su contrato al escribir un libro sobre el encuentro (que apareció tres días después de terminado) habiendo firmado específicamente un acuerdo "para no escribir, compilar o ayudar escribir o compilar cualquier libro durante el transcurso del encuentro". Korchnoi comentó: "El señor Keene me traicionó. Violó el contrato. Estaba claro que mientras el señor Keene escribía un libro y luego otro, el señor Stean estaba haciendo su trabajo por él".
Los intentos de defender a Keene fueron refutados por la madre de Michael Stean, quien declaró que estaba en condiciones de saber qué había en el contrato de Keene ya que ella misma lo había escrito. Keene, afirmó, lo había firmado a pesar de haber negociado ya un contrato con Batsford para escribir un libro sobre el encuentro. Ella describió "un plan premeditado y deliberado para engañar" y señaló que la conducta de Keene había sido objeto de sospechas durante el encuentro.